# Wilczyce (gemeente)
De gemeente Wilczyce is een landgemeente in het Poolse woiwodschap Święty Krzyż, in powiat Sandomierski.
Siedzibą gminy są Wilczyce.
Op 30 juni 2004 telde de gemeente 3965 inwoners.

## Oppervlakte gegevens
In 2002 bedroeg de totale oppervlakte van gemeente Wilczyce 69,94 km², waarvan:
- agrarisch gebied: 89%
- bossen: 3%

De gemeente beslaat 10,35% van de totale oppervlakte van de powiat.

## Demografie
Stand op 30 juni 2004:
| Omschrijving                   | Totaal | Totaal | Vrouwen | Vrouwen | Mannen | Mannen |
| ------------------------------ | ------ | ------ | ------- | ------- | ------ | ------ |
| eenheid                        | aantal | %      | aantal  | %       | aantal | %      |
| inwoners                       | 3965   | 100    | 1968    | 49,6    | 1997   | 50,4   |
| bevolkingsdichtheid (inw./km²) | 56,7   | 56,7   | 28,1    | 28,1    | 28,6   | 28,6   |

In 2002 bedroeg het gemiddelde inkomen per inwoner 1330,19 zł.

## Aangrenzende gemeenten
Dwikozy, Lipnik, Obrazów, Ożarów, Wojciechowice